# Enyer Feliciano
Enyer Manuel Feliciano (ur. 16 grudnia 1996) – dominikański zapaśnik walczący w stylu klasycznym. Srebrny medalista mistrzostw panamerykańskich w 2021 i brązowy w 2022. Trzeci na igrzyskach boliwaryjskich w 2022 roku.